# Siegfried Müller (Gewerkschafter)

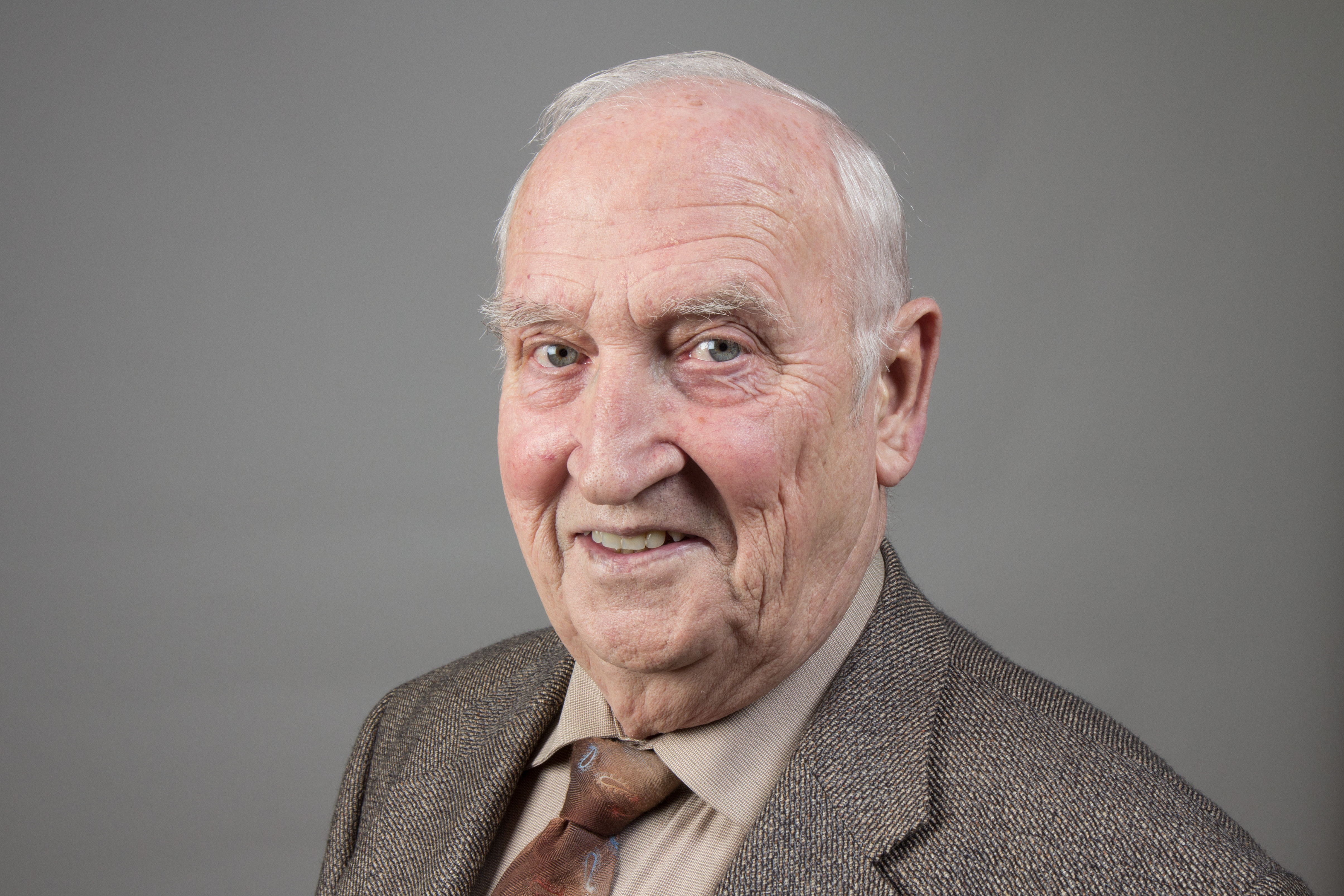
Siegfried Müller (2014)

Siegfried Müller (* 5. September 1935 in Herne; † 24. Dezember 2024) war ein deutscher Sozialdemokrat und Gewerkschafter.

## Leben
Siegfried Müller wuchs in seiner Geburtsstadt Herne auf. Schon in jungem Alter hatte er dort Kontakt mit der Sozialdemokratie: Im Kinder- und Jugendchor der Falken sang er auf Parteitagen. Bald wurde Müller in der Gewerkschaft aktiv. Dabei traf er auf Herbert Wehner, der ihn nach eigenen Angaben sehr beeindruckt hat.
In Bochum heiratete er im Jahr 1960 seine Frau Ruth. Beruflich bedingt wechselte er mit seiner Familie nach Frankfurt am Main. Müller ließ sich Mitte 1968 im Büdinger Stadtteil Düdelsheim nieder, wo er bis zu seinem Tod mit seiner Frau lebte.
In den Jahren 1973 bis 1994 war Siegfried Müller Leiter der Abteilung Ausländische Arbeitnehmer der IG Metall.
Im Jahr 1971 wurde Siegfried Müller SPD-Vorsitzender der damals selbstständigen Gemeinde Düdelsheim. Mit der kommunalen Gebietsreform 1972 wurde Düdelsheim nach Büdingen eingemeindet. Müller wurde daraufhin Vorsitzender der SPD Büdingen. Siegfried Müller war Gründungsmitglied der im Jahr 1986 gegründeten bundesweiten Arbeitsgemeinschaft Pro Asyl und deren langjähriges Vorstandsmitglied.

## Auszeichnungen
- 25. Oktober 2006 – Bundesverdienstkreuz am Bande[1]
- 29. April 2009 – Willy-Brandt-Medaille[2][3]
- 19. Dezember 2014 – Ehrenbürgerwürde der Stadt Büdingen